# Io, mammeta e tu
Io, mammeta e tu è un film del 1958 diretto da Carlo Ludovico Bragaglia. Il titolo del film è tratto da quello dell'omonimo brano musicale di Domenico Modugno.

## Trama
Due giovani si amano, ma il loro sentimento è ostacolato dalla famiglia di lei, composta da una madre troppo possessiva, da una sorellina impicciona e dalla zia impertinente.
La trovata messa in atto dal fidanzato, la quale rivela la maternità della ragazza, farà finalmente aprire gli occhi a tutte.

## Critica
(Umberto Tani su Intermezzo n. 10-11 del 15 giugno 1958)